# Stanisława Mizdra
Stanisława Urszula Mizdra (ur. 10 grudnia 1945 w Gliwicach, zm. 5 czerwca 2019 w Katowicach) – polska adwokat i urzędniczka państwowa, w latach 1994–1996 podsekretarz stanu w resortach gospodarki przestrzennej i budownictwa.

## Życiorys
Córka Jana i Apolonii. Ukończyła studia prawnicze. Uzyskała uprawnienia adwokata, prowadziła własną kancelarię w Katowicach. Była pełnomocnikiem procesowym m.in. rodziny Barbary Blidy przeciw Agencji Bezpieczeństwa Wewnętrznego.
Od 1994 do 31 grudnia 1996 pełniła funkcję podsekretarza stanu w Ministerstwie Gospodarki Przestrzennej i Budownictwa (zakończyła urzędowanie w związku z likwidacją resortu). Następnie w roku 1997 była wiceprezesem Centralnego Urzędu Mieszkalnictwa i Rozwoju Miast.
Pochowana na Centralnym Cmentarzu Komunalnym w Gliwicach (B5/1/4).